# Rio Mayo
O Rio Mayo é um rio do México localizado no estado de Sonora.